# Der ewige Fluch
Der ewige Fluch è un film muto del 1921 diretto da Fritz Wendhausen.

## Trama
La locandiera Hille Bobbe vuole impedire a tutti i costi il matrimonio tra il marinaio Jan e Katje, perché sua figlia Orfelie è innamorata del marinaio. Per fare questo, assume l'avventuriero Lyn.